# Distrito fitogeográfico chaqueño árido

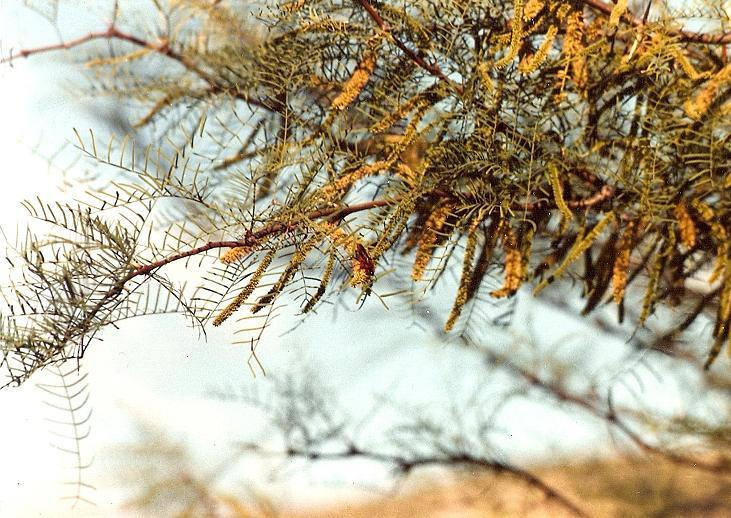
El algarrobo chileno.

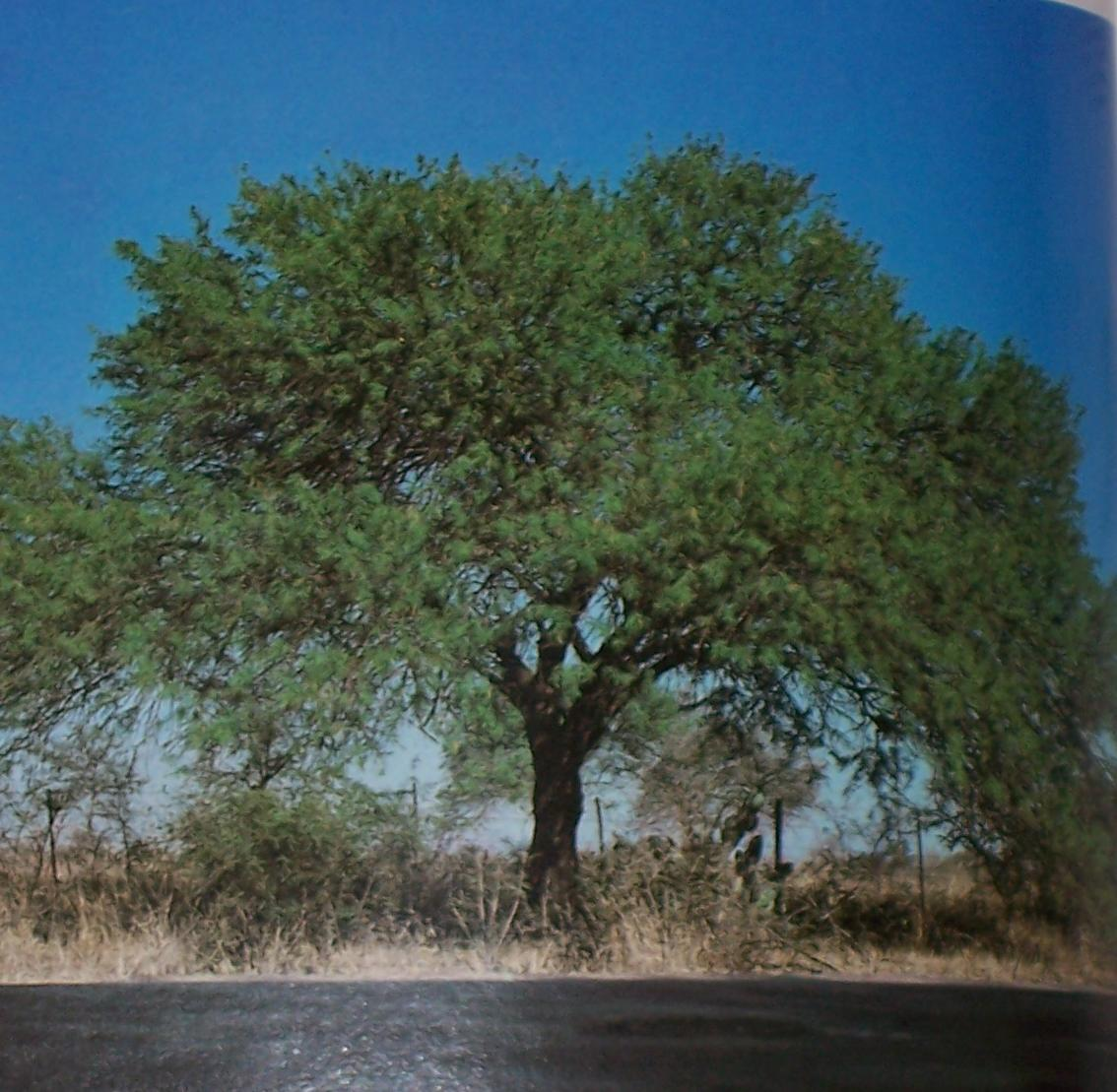
El algarrobo negro.

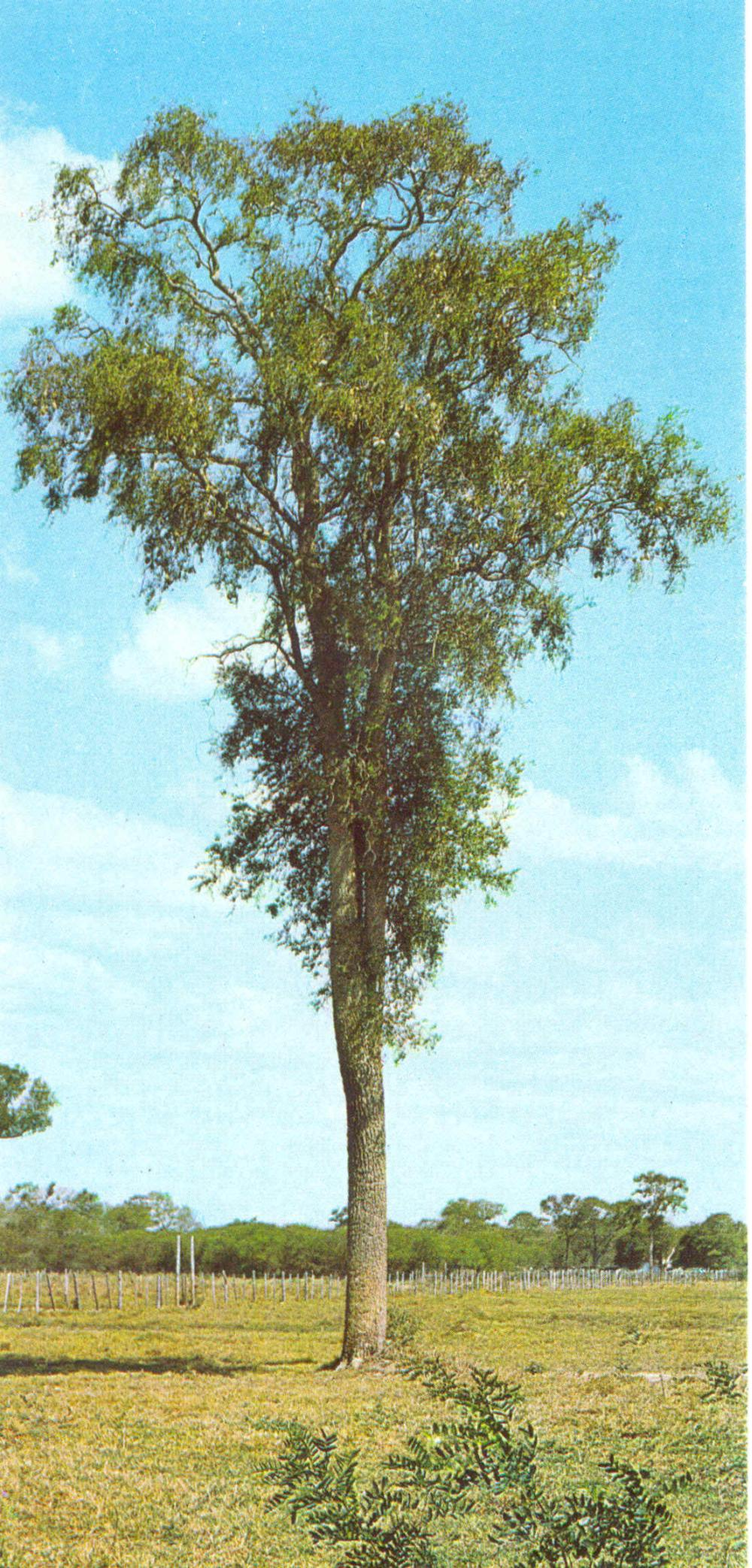
El Quebracho blanco es el árbol clave de esta formación.

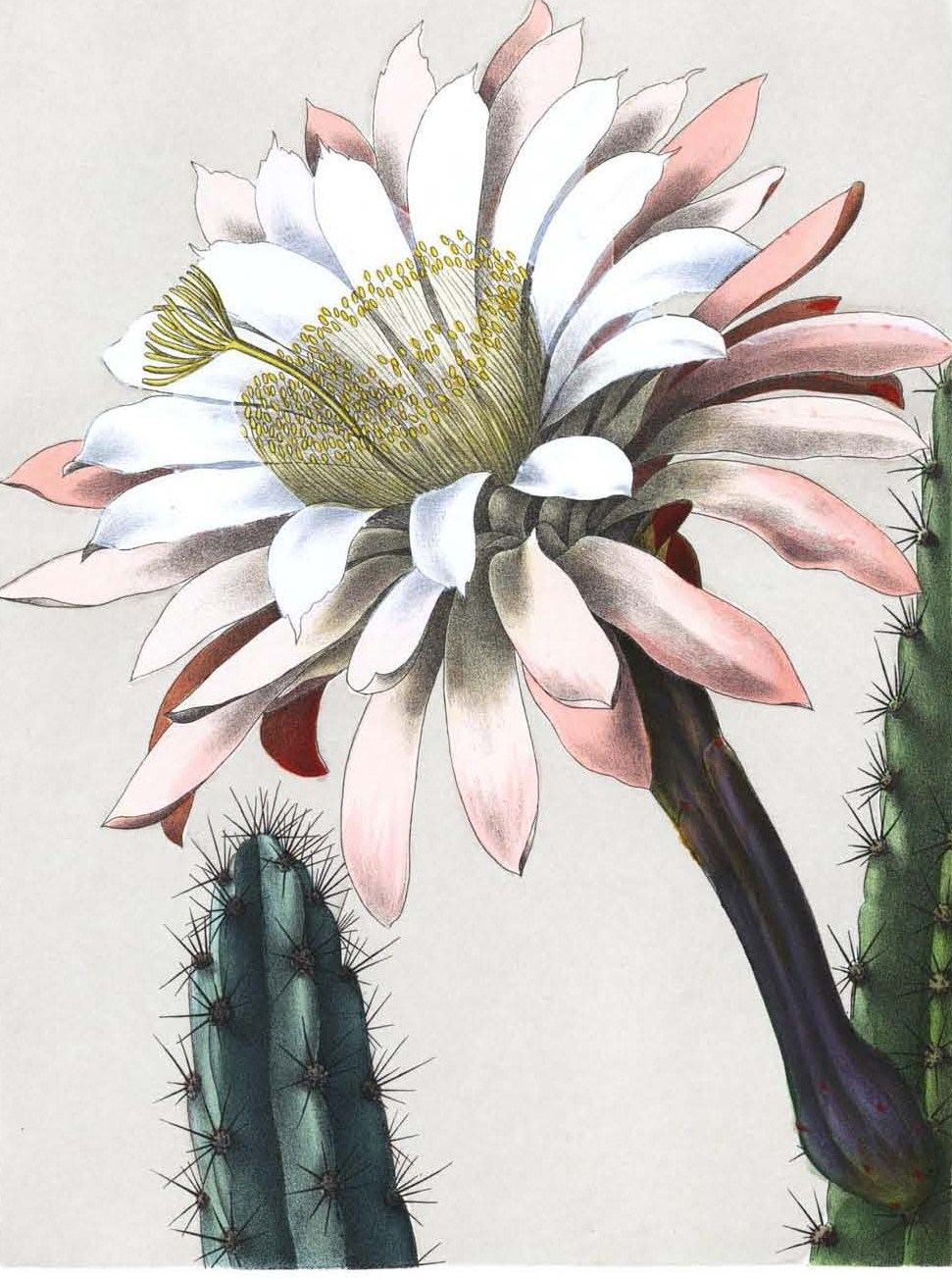
El cardoncito.

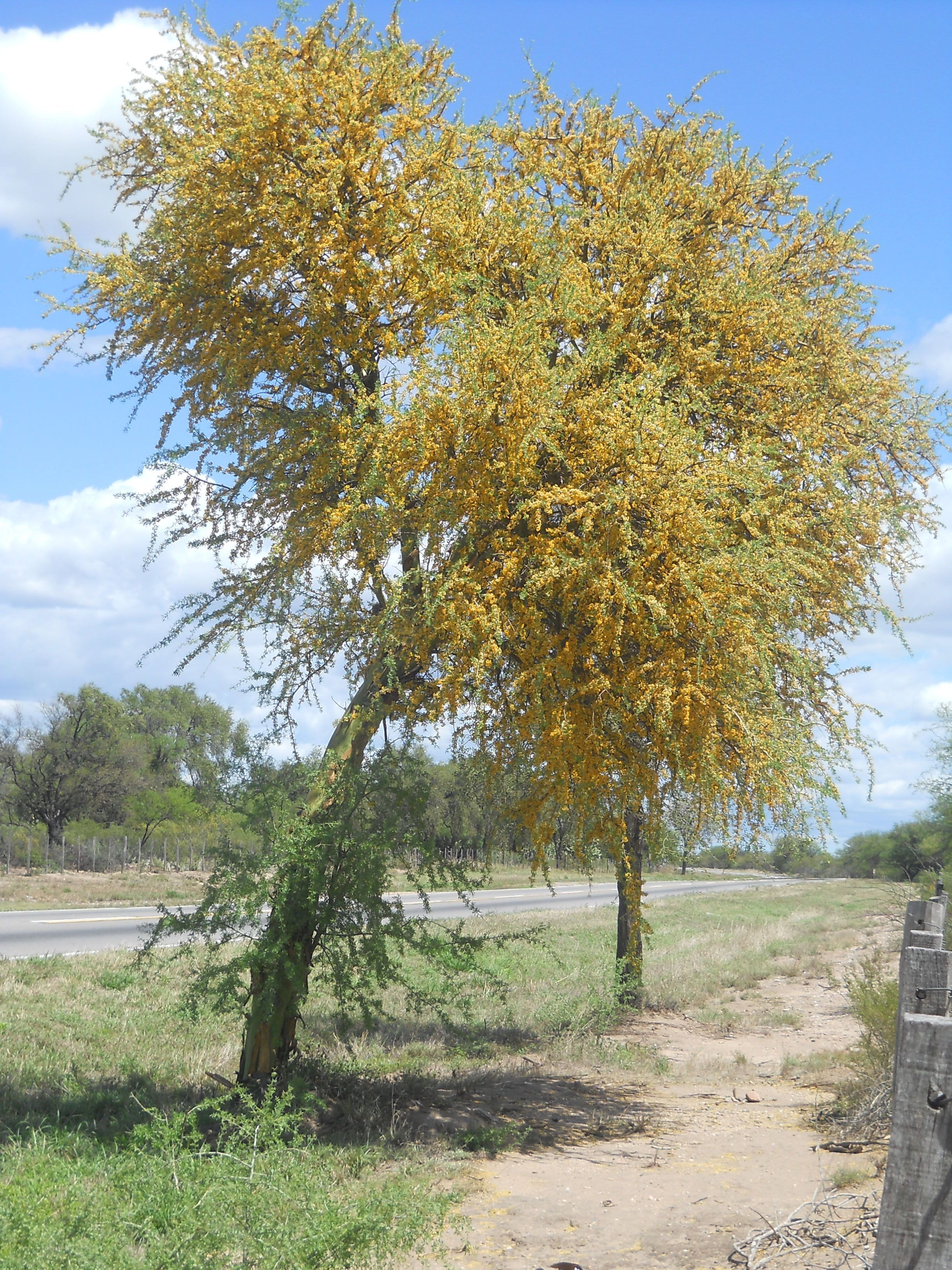
El Chañar.

El Distrito fitogeográfico Chaqueño Árido es uno de los Distritos fitogeográficos en que se divide la Provincia fitogeográfica Chaqueña. Se encuentra en la región centro-oeste de la Argentina. Incluye formaciones xerófilas de bosques y arbustos, con comunidades edáficas características en los salares.

## Sinonimia
Este Distrito fitogeográfico también es reconocido como: Chaco Austral, el Bolsón Chaqueño, y el Distrito de los Llanos; y en relación con el contexto de la Provincia fitogeográfica: Formación del Chaco, Parque Chaqueño, Formación Chaqueña, Bosques y sabanas subtropicales, Chaco, Selvas y sabanas del Chaco, Bosque Chaqueño, Provincia Chaqueña, Región del Chaco, etc.

## Distribución
Algunos autores, entre ellos Cabrera, no reconocen al Distrito fitogeográfico Chaqueño Árido y lo unen al Distrito fitogeográfico Chaqueño Occidental, llamando al conjunto: Chaco seco.
Este Distrito fitogeográfico se ubica según Morello, en llanos y bolsones del centro-oeste de la Argentina, en las provincias de: Santiago del Estero —en su sector sudoeste—; y  el noroeste de Córdoba.
La altitud va desde 140 m s. n. m. hasta los 500 m s. n. m. en el sur y los 800 m s. n. m. en el norte.

## Afinidades florísticas
Este Distrito fitogeográfico guarda estrecha relación con el Distrito fitogeográfico Chaqueño Occidental y el Distrito fitogeográfico Chaqueño Serrano, ambos de la misma Provincia fitogeográfica, son ellos los que lo reemplazan en sectores más húmedos septentrionales y a mayor altitud, respectivamente. También se relaciona con el Distrito fitogeográfico del Algarrobo de la Provincia fitogeográfica del Espinal, y con la Provincia fitogeográfica Prepuneña. Con el Distrito fitogeográfico del Monte de Sierras y Bolsones de la Provincia fitogeográfica del Monte forma grandes ecotonos de arbustales bajos y espinosos llamados localmente: travesías.

## Características
El Distrito fitogeográfico se caracteriza por presentar serranías circundantes que le confiere características particulares respecto de sus ríos, sistemas de drenaje, vegetación, y clima.
En este Distrito las fisonomías leñosas tienen una importante contribución de comunidades arbustivas. La adaptabilidad de su flora se encuentra altamente condicionada, tanto por la disponibilidad hídrica, restringida a los valles, como por la concentración de sales en los primeros horizontes edáficos.
La comunidad climáxica de este distrito es el bosque de quebracho blanco (Aspidosperma quebracho-blanco), acompañado por varias especies del género de los algarrobos, dependiendo de la posición en el mesorelieve cual de estas es la especie que codomina; falta por completo el quebracho colorado santiagueño (Schinopsis lorentzii), característica por la cual se lo delimita del afín Distrito fitogeográfico Chaqueño Occidental. Predominan las especies caducifolias, espinosas, y de hojas pequeñas. Los arbustos aquí ocupan un papel destacado, siendo en su mayor parte sumamente espinosos e intrincados. La altura del dosel es de unos 8 a 15 metros.

## Suelos
Taxonómicamente, en un 40 % son Ardisoles, con variedades, por ejemplo los Cambortides, que presenta horizonte aluvial incipiente, u otras como los Salortides y los Natrargides que han acumulado sales solubles del catión sodio. Junto a ellos se encuentran otros más jóvenes, del orden de los Entisoles, en especial Torriortentes en los llanos que unen el centro del bolsón con el piedemonte serrano. Ya llegando al cordón se ubican Haplustoles con un horizonte superficial de origen orgánico. Igualmente el lavado de los carbonatos solo se logra en la parte superior del perfil.
Los suelos se presentan profundos, texturalmente franco o franco limosos, loessoides, compuestos por materiales finos junto a arenas gruesas y gravillas, como resultado de los aportes eólicos, junto a los de origen aluvial y fluvial, vinculados al gran aporte de materiales provenientes de los sectores montañosos aledaños. Estos sedimentos externos fueron rellenando una gran fosa tectónica. Predominan suelos arenosos con escaso contenido de materia orgánica.
En toda la región la salinidad está casi siempre presente en alguna capa freática fluctuante o napa del suelo la cual ha dado lugar al desarrollo de horizontes pedogenéticos sub-superficiales con panes cementados de horizontes petrocálcicos -con carbonato de calcio- u horizontes petrogípsicos -con yeso-.

## Relieve
El relieve de este Distrito fitogeográfico desde la periferia se presenta en tres formas: La falla abrupta de los cordones serranos, la bajada en forma de inmensos conos de deyección coalescentes compuestos por escombros y otros materiales gruesos; y finalmente el centro del bolsón, una vasta llanura casi perfecta, prácticamente plana, enmarcada por los altos cordones serranos en el horizonte lejano, tanto por el oeste como por el sur y el sudeste. Ella recepta la mayor parte del avenamiento de las vertientes serranas colindantes.

## Clima
Este Distrito fitogeográfico está afectado por suaves gradientes de precipitación, la cual es marcadamente estival, desde unos 500 mm anuales en el noreste hasta los 350 mm en el sector sudoccidental. Por causa de una evapotranspiración potencial muy elevada el déficit hídrico es considerable.
El clima térmico es Subtropical continental. La temperatura media anual va desde cerca de los 21 °C en su extremo norte, hasta los 18 °C en su sector austral.
En el verano se presentan máximas absolutas de alrededor de 42 °C, con récords aún superiores. Las mínimas en invierno llegan a -6 °C, con heladas entre abril y septiembre.

## Subdistritos fitogeográficos
A este Distrito fitogeográfico es posible subdividirlo en dos Subdistritos fitogeográficos, fundamentalmente de carácter edáfico.

### Chaco árido leñoso
La comunidad climáxica de este distrito es el bosque de quebracho blanco (Aspidosperma quebracho-blanco), acompañado por varias especies del género de los algarrobos, faltando casi por completo el quebracho colorado santiagueño (Schinopsis lorentzii) y presentadndose de forma más abierta o en forma de parches rodeados por arbustales y sabanas. Las especies dominantes son espinosas, de hojas coriáceas, reducidas o ausentes.
Estrato emergenteEl quebracho blanco (Aspidosperma quebracho-blanco), de entre 15 a 25 metros, es la especie más alta y casi el único gran árbol emergente de este ditrito, si no contamos a Schinus molle, que no siempre crece tan alto, y menos en este más seco distrito semiarido.
El doselDestacan, con una altura de entre 10 metros, muchas especies del género de los algarrobos, entre los más abundantes están el algarrobo negro (Prosopis nigra), el algarrobo blanco (Prosopis alba), el algarrobo dulce (Prosopis flexuosa) y el algarrobo chileno (Prosopis chilensis). Es importante aclarar que estos Prosopis se suelen hibridar bastante. También acompañan el tala (Celtis ehrenbergiana), el mistol (Ziziphus mistol), el cardón (Stetsonia coryne), cactácea arbórea de hasta 12 metros de alto; etc.
Estrato intermedioSe presentan algunas especies de cactáceas de porte arbóreo como el quimil (Opuntia quimilo) y el ucle (Cereus forbesii, Cereus validus); la palmera caranday (Trithrinax campestris), algunas especies de molle, moradillo, etc (Schinus); la brea (Cercidium praecox), el retamo, especie no muy común que habita principalmente áreas degradadas más el oeste de la ecorregión (Bulnesia retama), el espinillo y la tusca (Acacia caven, Acacia aroma), los garabatos (Acacia praecox y Acacia furcatispina), tusca blanca y shinke (Mimosa detinens, Mimosa farinosa), el chañar (Geoffroea decorticans), el sombra de toro (Jodina rhombifolia), la carne gorda (Maytenus vitis-idaea), etc.
Estrato arbustivo o sotobosqueEntre los arbustos más frecuentes encontramos el garabato hembra (Senegalia praecox), la pata (Ximenia americana), la picanilla (Senna aphylla), el tintitaco (Prosopis torquata), el atamisqui (Capparis atamisquea), diversas especies de chilcas (Baccharis), la lagaña de perro (Caesalpinia gilliesii), la abriboca (Maytenus spinosa), piquillín de la víbora Lycium elongatum, el tala churqui (Celtis pallida), el tala pispa (Celtis chicape), la lata (Mimozyganthus carinatus), el mistol del zorro (Castela coccinea), la jarilla hembra(Larrea divaricata), la jarilla macho (Larrea cuneifolia), la jarilla negra (Bulnesia foliosa), el jaboncillo (Bulnesia bonariensis), la higuerilla (Jatropha), muchas especies de cactáceas, entre ellas la tuna (Opuntia), y el cardoncito (Cereus aethiops), etc.
Estrato herbáceoEn sectores poco pastoreados está dominado por poáceas megatérmicas, debido a la poca cobertura boscosa natural del ditrito: Trichloris crinita, la cola de zorro (Setaria leucopila), Pappophorum, la saetilla (Aristida adscencionis), Aristida mendocina, el pasto plateado (Digitaria californica), el pasto del niño (Sporobolus pyramidatus), la pata de ñandú (Diplachne dubia), el pasto crespo (Neobouteloua lophostachya), el pasto negro (Tripogon spicatus), la avenilla (Gouinia paraguayensis), el pasto hediondo (Eragrostis cilianensis), Tragus berteronianum, el pasto negro (Michrochloa indica), etc. En campos muy pastoreados domina el pequeño helecho flor de tierra (Selaginella sellowii). También encontramos bromeliáceas terrestres como el chaguar; Sida argentina, Portulaca grandiflora, Justicia echegarayi, etc.
Estrato epifítico y muscinalAlgunas especies epifitas medran entre las ramas tapizadas de líquenes, entre estas destacan varias especies de claveles del aire como Tillandsia duratii, lorantáceas, Usnea barbata, etc.
Estrato escandenteSobre las ramas de los árboles penden enredaderas, y lianas, entre las especies más frecuentes encontramos a diversas especies de pasionarias, el mancacaballo Cordobia argentea y la zarzaparrilla blanca, etc.
A su vez, también es posible subdividirlo en dos secciones:
El Piedemonte distal (Occidental) de las SierrasCorresponde a la parte alta de la llanura, en contacto con el piedemonte propiamente dicho, llamado localmente: "bajada". Por el lado opuesto también contacta en el sector norte con la aureola de vegetación perisalina.
Los Llanos RiojanosEs el área de la parte llana hacia el oeste.

### Salinas Grandes
Se ubica en el sector norte del Distrito, vinculado a grandes salares: las Salinas Grandes, las salinas de Ambargasta, y otras menores. Son parte de una gran extensión compartida entre las provincias de Córdoba, Catamarca, La Rioja, y Santiago del Estero. Se presenta como una región diferenciada, de fuertes características particulares y con gran extensión geográfica.
Esta área deprimida es el fondo de un enorme bolsón, siendo la parte terminal de una extensa cuenca endorreica. Se presenta como una extensa playa o planicie, con una altura media de 150 m s. n. m. Contiene algunas islas barrancosas, entre ellas están el Monte de las Barrancas y el Monte Negro. A una altitud de 175 m s. n. m. ya se funde con el Chaco árido leñoso, aunque los vientos cálidos aportan sales cíclicas o "polvos de sal" a los sectores más altos de los alrededores.
El factor edáfico causado por la elevada salinidad, le confiere a su vegetación una fisonomía y composición muy particular.
Formando un cinturón perisalar dominan las estepas halófilas con quenopodiáceas crasas, y cactáceas, destacando especialmente el cardón (Stetsonia coryne), el quimil (Opuntia quimilo), el ucle (Cereus validus), Gynmocalycium ragonesei, Echinopsis leucantha, Sporobolus pyramidatus, Monantochloe littoralis, el vinagrillo (Grahamia bracteata), el mastuerzo (Prosopis reptans), (Prosopis strombulifera), Portulaca ragonesei, la vidriera (Suaeda divaricata), el jumecillo (Heterostachys ritteriana) —la especie más tolerante a la sal—, Holmbergia tweediei, el cachiyuyo (Atriplex argentina), Allenrolfea vaginata, el jume colorado (Allenrolfea patagonica), Heliotropium curassavicum, el rodajillo (Plectrocarpa tetracantha), la carne gorda o chapleán (Maytenus vitis-idaea), la lata (Mimozyganthus carinatus), la jarilla (Larrea divaricata), etc.
Elevaciones del terreno de unos pocos centímetros determinan condiciones favorables para el establecimiento de comunidades arbustivas o arbóreas, por ejemplo bosquecillos de mistol o de chañar.

#### Playa con barreales
Esta comunidad es característica de los sectores de menor altitud del valle de Catamarca. Su relieve es una sucesión de bordos con orientación Norte-Sur, separados por zanjones, lo que redunda en un paisaje topográfico conocido localmente como "barreales", casi sin vegetación, y con suelos impermiabilizados que acumulan las escasas lluvias, por lo que el perfil es salobre.
La fisonomía florística es de un arbustal muy abierto y de poca altura, con suelo descubierto. Entre sus especies típicas, amén de muchas de las ya nombradas para las Salinas Grandes, encontramos al pela suri (Lycium tenuispinosum), el quiscaloro (Opuntia quiscaloro), el alpataco (Prosopis pugionata), el albardón (Prosopis sericantha), el tintataco (Prosopis torquata), la zampa (Atriplex lampa), la puscana (Trichomaria usillo), etc.